# Вильели, Фернанда
Мария Офелия Вильенаве Гарса (исп. María Ofelia Villenave Garza), более известная как Фернанда Вильели (исп. Fernanda Villeli; 14 мая 1921, Мехико, Мексика — 1 февраля 2009, там же) — выдающаяся мексиканская писательница и сценаристка, написавшая свыше 60 сценариев, пионерка жанра Мексиканская теленовелла.

## Биография
Родилась 14 мая 1921 года в Мехико. После окончания средней школы поступила на торгово-экономический факультет и некоторое время работала в банке, впоследствии в МВФ. Затем поступила на философский факультет UNAM. В 1950-е годы начала писать сценарии для кинематографа и впоследствии она дала старт новому жанру — мексиканская теленовелла. Всего экранизировано 49 её произведений. Она неоднократно заявляла, что мексиканская теленовелла — в первую очередь это развлечение и радость для зрителя. Люди, переживающие порой очень тяжёлые времена, погружаются в сюжет и забывают обо всём плохом на свете.
Скончалась 1 февраля 2009 года в Мехико. Во время прощания с ней пришло очень много почитателей её творчества, включая актёров. Гроб с телом утопал в цветах. Похоронена на кладбище Пантеон.

## Избранная фильмография

### Оригинальный текст
- 1958 — Запретная тропа
- 1959 — 
  - Моя жена разводится
  - Цена небес
- 1961 — Запретный путь
- 1971 — Тень Лусии
- 1974 — Небесная Ана
- 1980 — Неприкаянные сердца
- 1983 — Проклятие
- 1985-2007 — Женщина, случаи из реальной жизни
- 1986 — Хитрость
- 1988 — Новый рассвет
- 1989 — 
  - Белое и чёрное
  - Лицо моего прошлого
  - Судьба
- 1991 — В лезвие смерти

### Сценарии с адаптациями
- 1971 — Итальянка собирается замуж
- 1981 — Право на рождение